# Atmosphère de Ganymède
Pour les articles homonymes, voir Atmosphère.
L’atmosphère de Ganymède, une lune de Jupiter, a été découverte en 1972 par une équipe d'astronomes américains, indiens et britanniques à l'observatoire Bosscha en Indonésie. Elle a été détectée lors d'une occultation. Ils estimèrent que la pression de surface était de 1 μBar (soit 0,1 Pa).

## Composition
En 1979, Voyager 1 observa l'occultation d'une étoile (κ Centauri) durant son survol de la lune, avec des résultats différents de ceux retenus en 1972. Les mesures effectuées à cette occasion ont été faites dans les longueurs d'onde inférieures 200 nm ; elles étaient plus sensibles à la présence de gaz que les mesures effectuées à partir du spectre visible en 1972. Aucune atmosphère n'a été relevée par les données Voyager. La limite supérieure de la densité de nombre à la surface était de 1,5 × 109 cm−3, ce qui correspond à une pression de surface inférieure à 2,5 × 10−5 μBar. Ceci montre que les relevés de 1972 étaient trop optimistes.
En dépit des relevés de Voyager, le Télescope spatial Hubble a mis en évidence, en 1995, la présence d'une atmosphère ténue composée d'oxygène sur Ganymède, et qui est similaire à celle d'Europe,. Hubble observa de la lumière nocturne due à oxygène dans les ultraviolets aux longueurs d'onde de 130,4 nm et 135,6 nm. De telles émissions lumineuses se produisent lorsque le dioxygène est dissocié par les impacts d'électrons, ce qui met en évidence la présence d'une atmosphère composée principalement d'O2. La densité de nombre à la surface s'étend entre 1,2–7 × 108 cm−3, correspondant à une pression de surface de 0,2–1,2 × 10−5 μBar. Ces valeurs sont en accord avec les données recueillies par Voyager sur la limite supérieure en 1981. L'oxygène n'est pas une preuve de la présence de vie ; il est probablement produit lorsque la glace d'eau sur la surface de Ganymède est séparée en hydrogène et en oxygène par radiation, l'hydrogène s'échappant rapidement dans l'espace vu sa faible masse.
Les preuves supplémentaires de la présence d'oxygène proviennent de la détection spectrale des gaz pris au piège dans la glace à la surface de Ganymède. La détection d'une couche d'ozone a été annoncée en 1996. En 1997, des analyses spectroscopiques révélèrent la fonction absorbante des dimères de dioxygène.  Une telle absorption peut surgir seulement si l'oxygène est dans une phase dense. Le meilleur candidat est donc le dioxygène emprisonné dans la glace. La profondeur des couches de dimères d'absorption dépend de la latitude et de la longitude, plutôt que de l'albédo — ils tendent à diminuer lorsque la latitude augmente sur Ganymède, tandis que l'O3 présente le phénomène inverse.
La recherche de sodium dans l'atmosphère, juste après sa découverte sur Europe, ne donna rien en 1997. Le sodium est au moins 13 fois moins abondant autour de Ganymède qu'autour d'Europe, probablement à cause de différences à la surface ou parce que la magnétosphère éjecte les particules énergétiques. Un autre constituant mineur de l'atmosphère ganymédienne est l'hydrogène atomique. Des atomes d'hydrogène ont été détectés jusqu'à 3 000 km de la surface de la lune. Leur densité à la surface est de 1,5 × 104 cm−3.

## Structure

### Ionosphère
L'existence d'une atmosphère neutre signifie qu'une ionosphère doit exister, car sans elle le dioxygène devrait être ionisé par l'impact des électrons provenant de la magnétosphère et par les radiations solaires. Toutefois, la nature de l'ionosphère de Ganymède est aussi controversée que la nature de son atmosphère. Certaines mesures effectuées par Galileo trouvèrent une densité élevée d'électrons près de la lune, suggérant la présence d'une ionosphère, tandis que les autres sondes ne détectèrent rien. La densité des électrons près de la surface est estimée, selon différentes sources, entre 400–2,500 cm−3.

## Phénomènes

### Aurores
Les émissions lumineuses au-dessus de Ganymède ne sont pas homogènes comme sur Europe. Hubble observa deux taches brillantes aux hémisphères nord et sud, près de ± 50° de latitude, ce qui est la frontière exacte entre le champ magnétique fermé et ouvert de la magnétosphère de Ganymède. Les taches brillantes sont probablement des aurores polaires, causées par le plasma rencontrant le champ magnétique.

## Sources
- (en) Cet article est partiellement ou en totalité issu de l’article de Wikipédia en anglais intitulé « Ganymede (moon) » (voir la liste des auteurs).

## Compléments